# Chau Say Tevoda
Chau Say Tevoda (en camboyano: ប្រាសាទចៅសាយទេវតា) es un templo situado en Angkor, Camboya, declarado Patrimonio de la Humanidad por la Unesco en 1992. Se encuentra al este y no lejos de Angkor Thom, justo al sur de Thommanon a través del camino de la victoria (se creó antes que el primero y más tarde que el segundo). Se construyó a mediados del siglo XII y se trata de un templo hindú al estilo de Angkor Wat. Entre 2000 y 2009 el acceso estaba restringido por encontrarse en remodelación gracias a un proyecto impulsado por a la República Popular China. Desde entonces está abierto al público.

## Galería

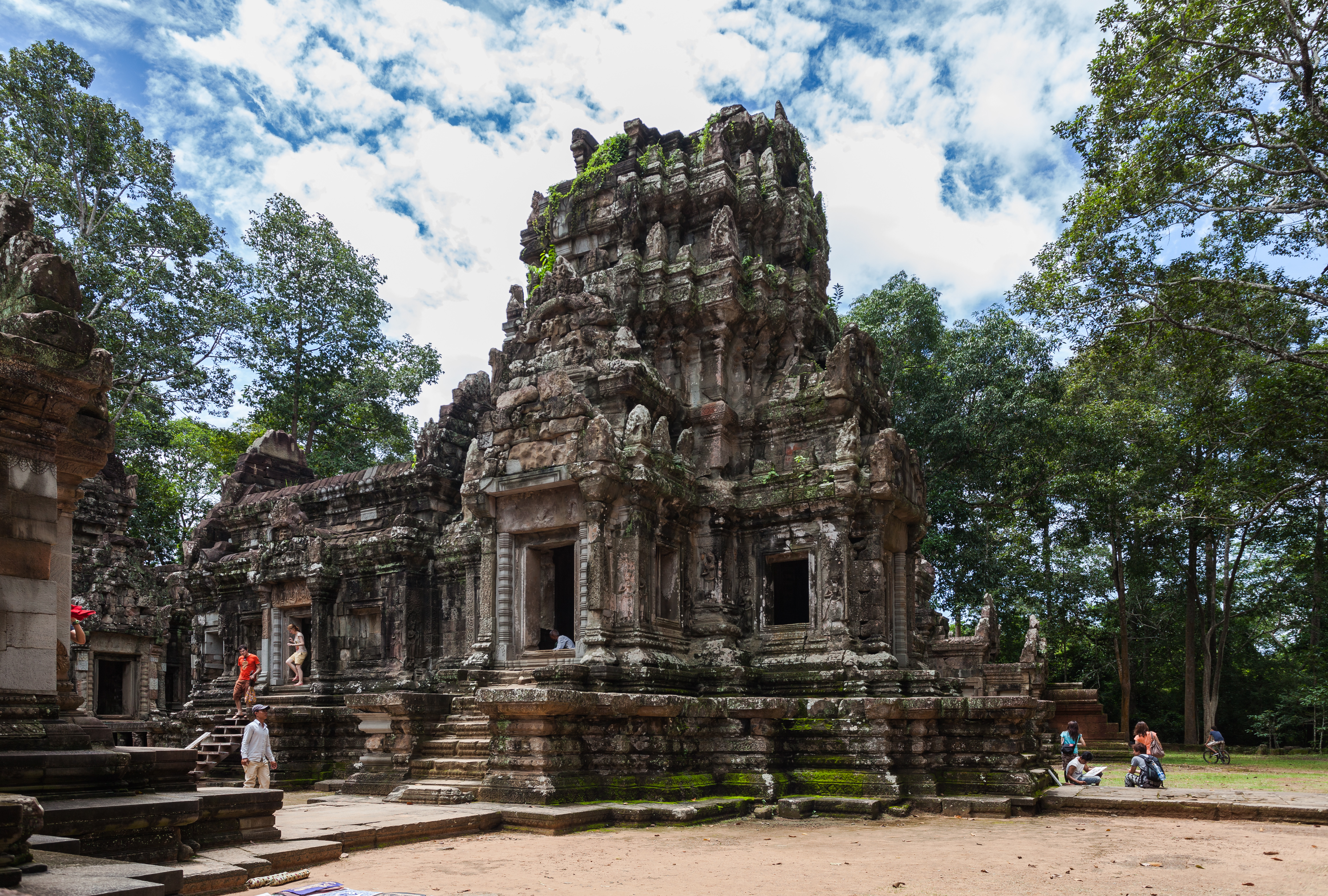
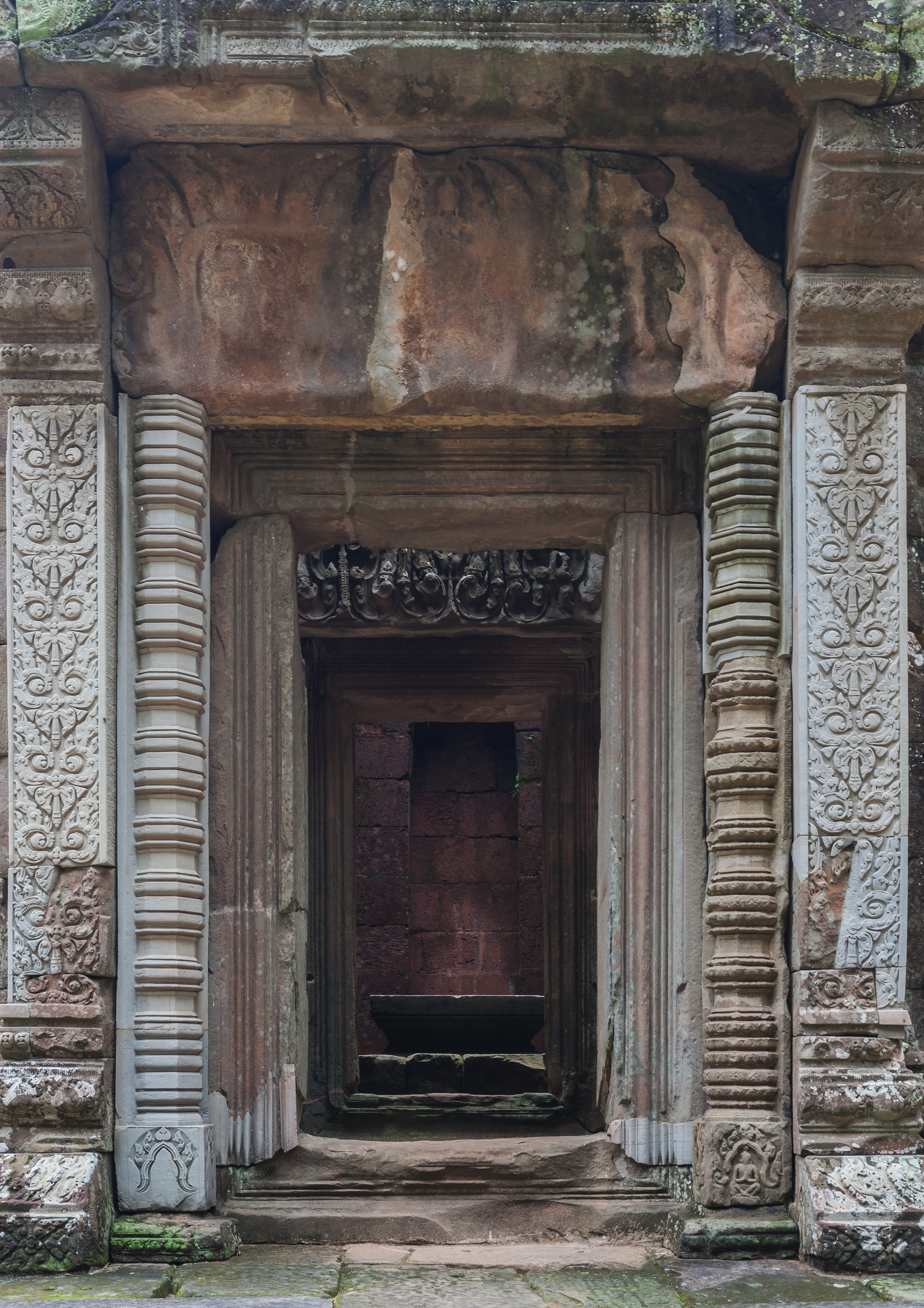
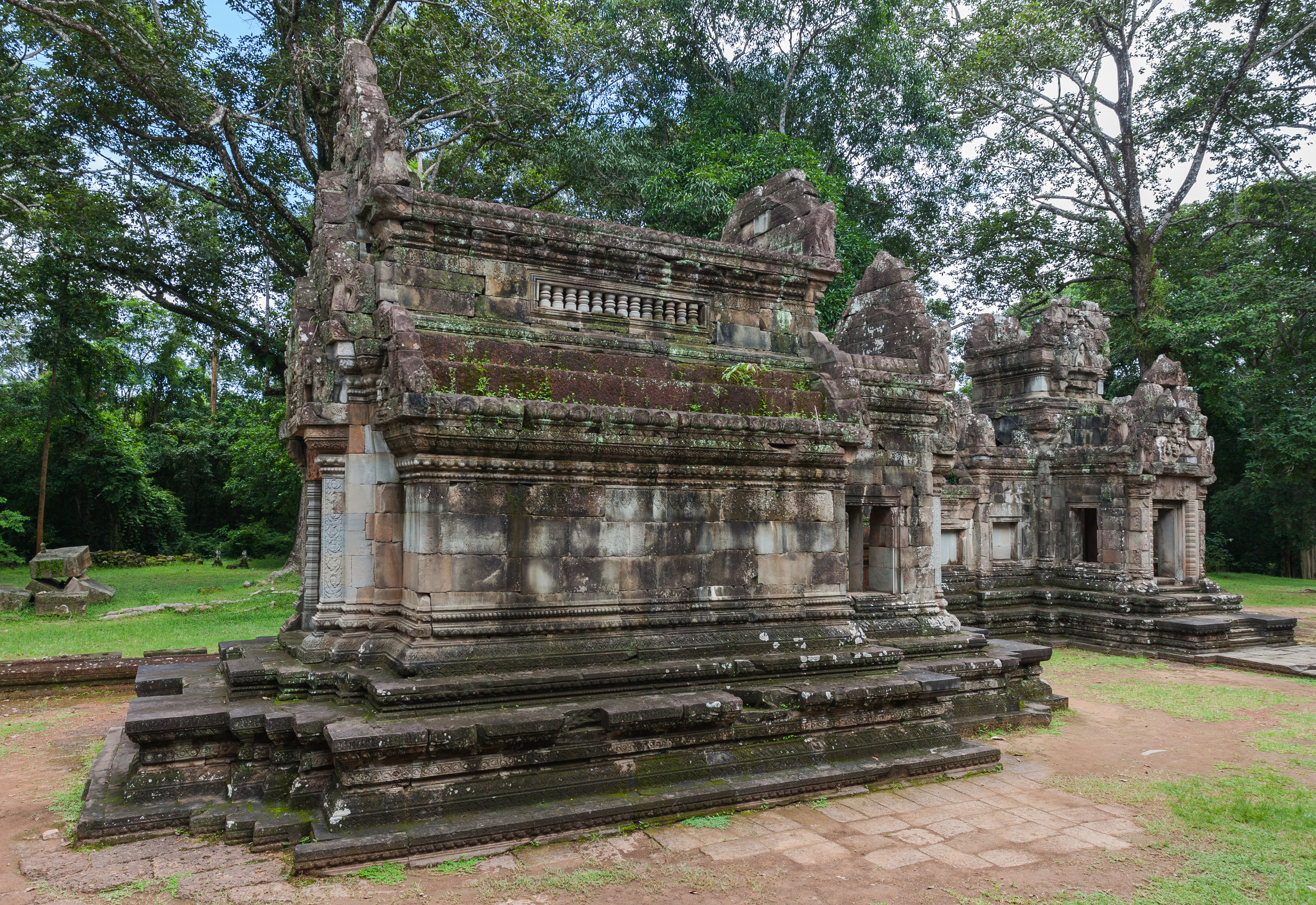
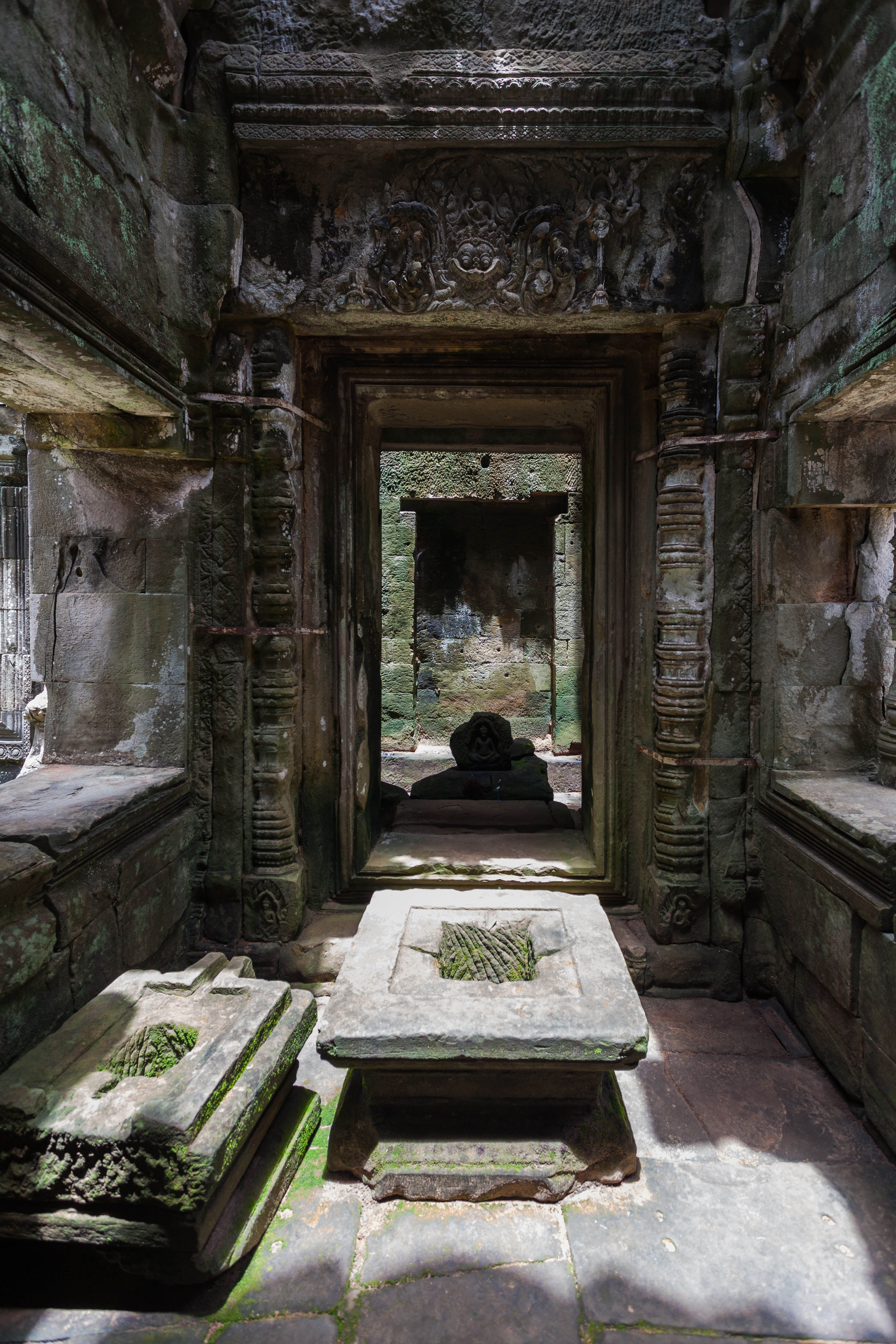
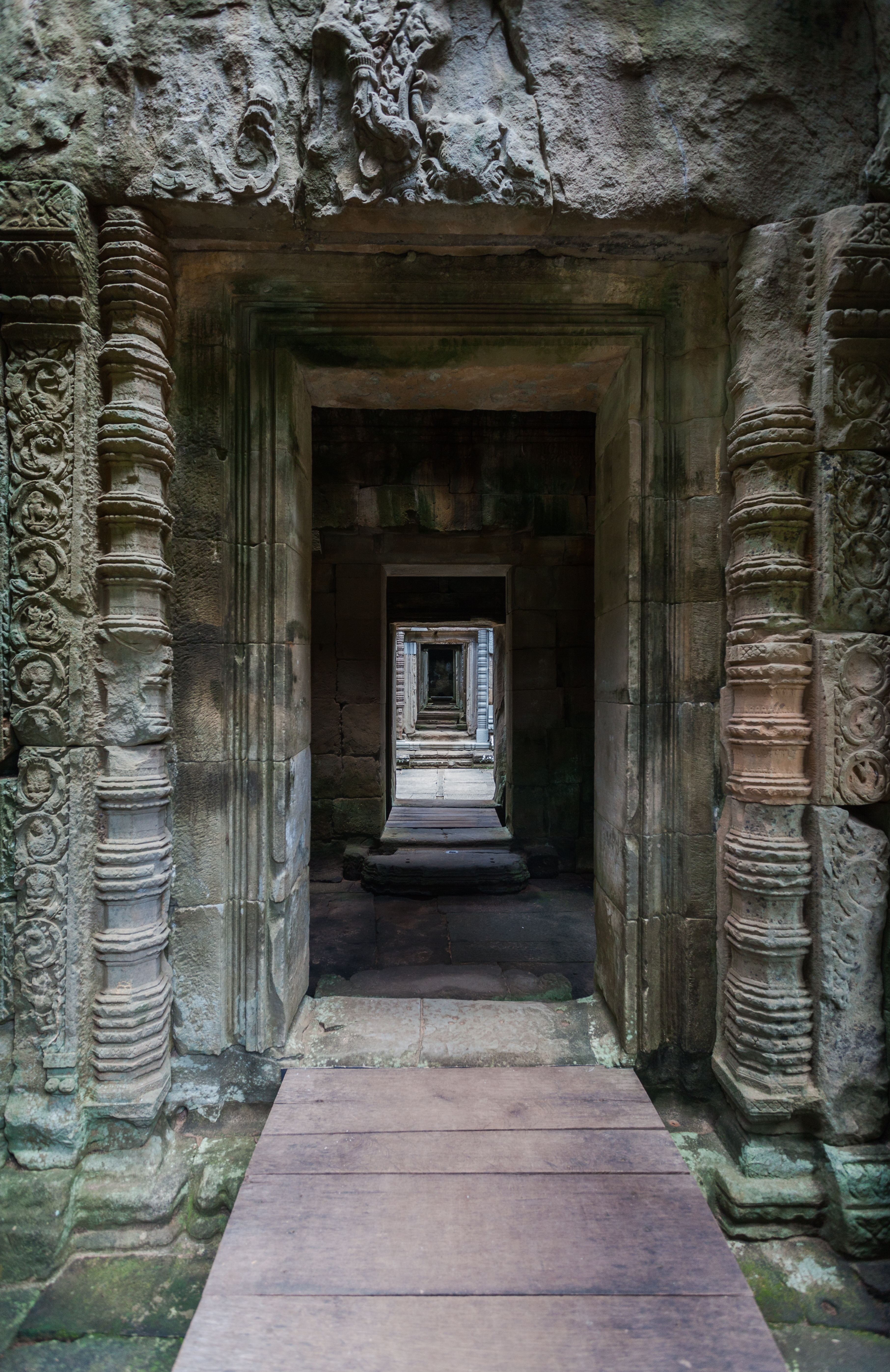
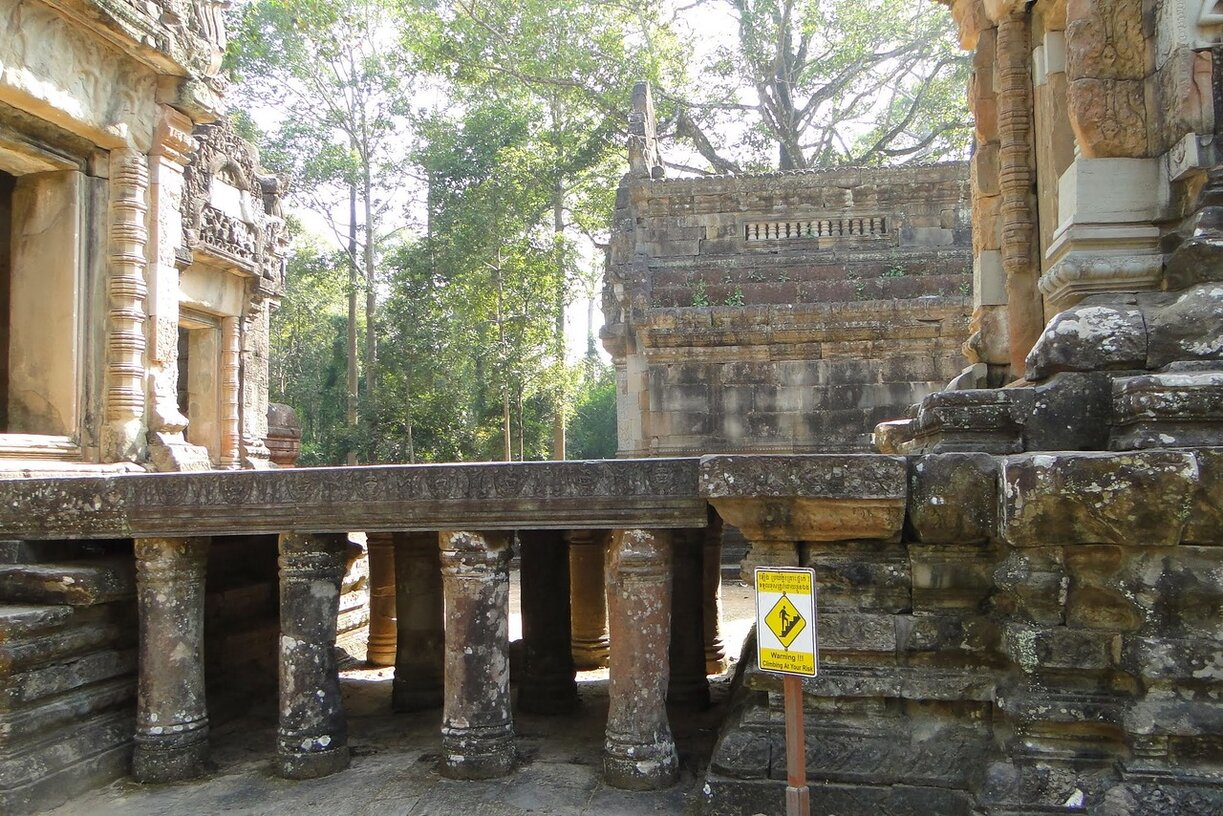
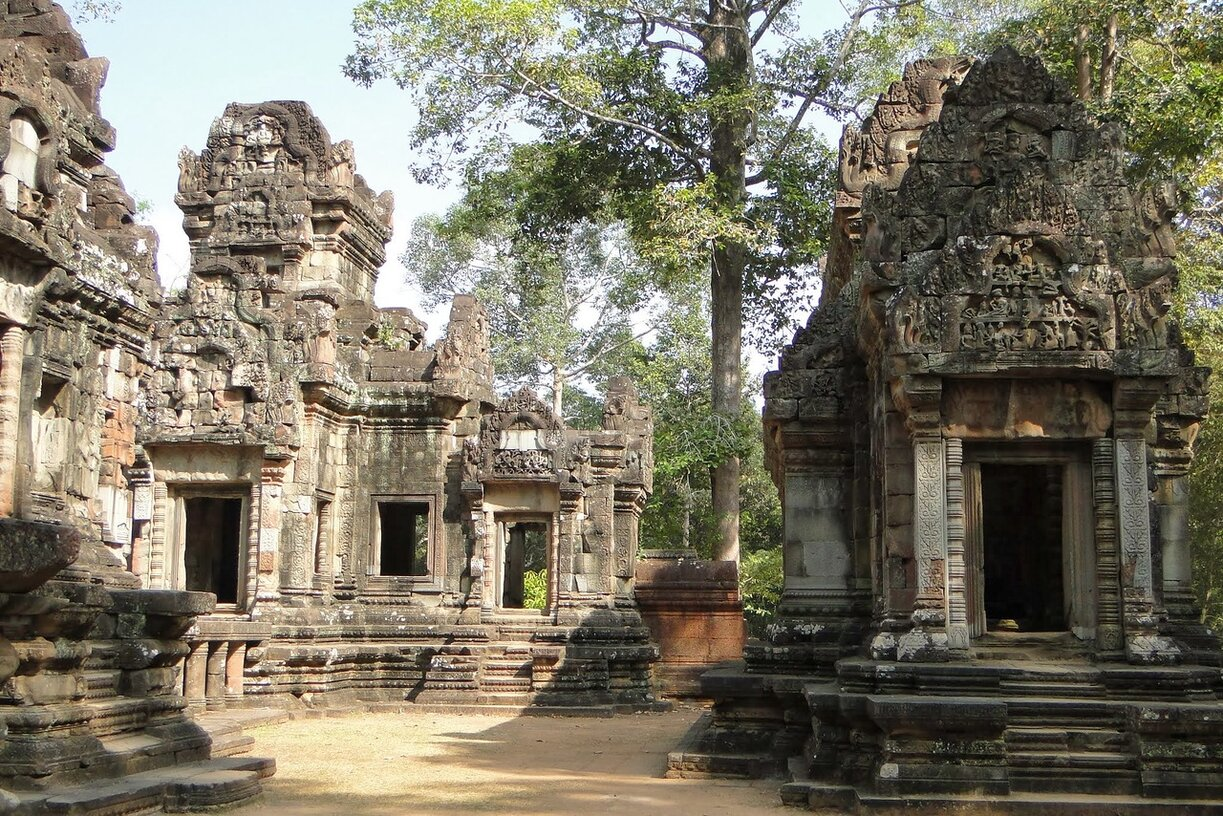